# 北里氏
北里氏（きたざとし）は、肥後国阿蘇郡小国郷北里に依拠した中世から続く小土豪、地侍の一族。大和源氏の源頼親の末裔と称した。鎌倉時代後期に頼親の子孫とされる北里妙義が肥後国北里に下って永住したという伝承がある。
南北朝時代に肥後桜尾城に拠って、阿蘇氏に仕え、戦国時代には大友氏に属した。安土桃山時代になって北里惟経が加藤清正に250石で召し出され、寛永10年（1633年）小国郷の惣庄屋に任命された。加藤氏改易後は移封してきた細川氏に臣従し、加藤氏時代から11代にわたって北里伝兵衛を称し惣庄屋を世襲した。
医学者北里柴三郎男爵の生家はこの惣庄屋家の分家である。同家については北里家 (男爵家)を参照。